# イザベラ・フォン・バイエルン
イザベラ・フォン・バイエルン（Isabella von Bayern, 1863年8月31日 - 1924年2月26日）は、バイエルンの王族、バイエルン王女（Prinzessin von Bayern）。全名はマリー・イザベラ・ルイーゼ・アマーリエ・エルフィラ・ブランケ・エレオノーレ（Marie Isabella Luise Amalie Elvira Blanche Eleonore von Bayern）。イタリア王族のジェノヴァ公トンマーゾに嫁いだ。イタリア語名はイザベッラ・マリーア・エリザベッタ・ディ・バヴィエーラ（Isabella Maria Elisabetta di Baviera）。

## 生涯
バイエルン王ルートヴィヒ1世の四男アーダルベルト王子と、その妻のスペイン王女アマリアの間の長女として、ミュンヘンのニンフェンブルク宮殿で生まれた。1883年4月14日にニンフェンブルクにおいて、ジェノヴァ公トンマーゾと結婚した。トンマーゾの姉マルゲリータはイタリア王ウンベルト1世の妃であった。
イザベラは1924年、気管支肺炎によりローマで死去した。

## 子女
夫のトンマーゾとの間に6人の子女をもうけた。
- フェルディナンド（1884年 - 1963年） ジェノヴァ公
- フィリベルト（1895年 - 1990年） ピストイア公、ジェノヴァ公爵家家長
- ボナ・マルゲリータ（1896年 - 1971年） 1921年、バイエルン王子コンラートと結婚
- アーダルベルト（Adalberto di Savoia-Genova、1898年 - 1982年） ベルガモ公
- マリーア・アデライーデ（1904年 - 1979年） 1935年、アルソリ公レオーネ・マッシモと結婚
- エウジェーニオ（1906年 - 1996年） アンコーナ公、ジェノヴァ公爵家家長